# Riksmötet 1991/1992
Riksmötet 1991/92 var Sveriges riksdags verksamhetsår 1991–1992. Det pågick från riksmötets öppnande den 30 september 1991 till riksmötets avslutning den 10 juni 1992.
Riksdagens talman under riksmötet 1991/92 var Ingegerd Troedsson (M), som var den första kvinnan på denna post.